# Герб Віли-ду-Бішпу
Ге́рб Ві́ли-ду-Бі́шпу — офіційний символ містечка Віла-ду-Бішпу, Португалія. Використовується як територіальний герб. У золотому щиті зелений дракон (виверн) із розправленими крилами, який тримає в лапах червоний Христовий хрест. У главі щита розміщені голови світлошкірого християнського короля в короні (праворуч) і темношкірого мавританського еміра в тюрбані (ліворуч). Щит увінчує срібна мурована містечкова корона з чотирма вежами.  Під щитом біла стрічка, на якій великими літерами напис португальською: «Vila do Bispo» (Віла-ду-Бішпу).  Офіційно затверджений 20 березня 1941 року.  

## Галерея

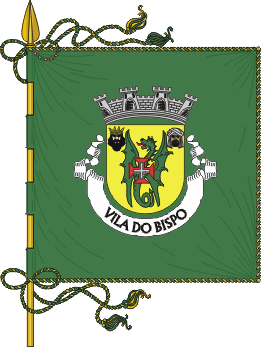
Прапор